# 娜塔麗·艾琳·林德
娜塔麗·艾琳·林德 （2000年6月21日—）是一位美国女演员。因在电视剧中的角色而闻名，如在《戈德堡一家》中饰演达娜·考德威尔、《哥谭镇》的茜爾薇·聖克勞德，以及福克斯的《變種天賦》中饰演萝伦·史特拉克一角。林德还在ABC系列剧《天空市兇案》的第一季中饰演丹妮尔·沙利文。

## 早期生活
林德是制片人約翰·林德和女演员芭芭拉·艾琳·伍茲的长女。她有两个妹妹，艾蜜莉和艾莉維亞，她们都是演员。 

## 职业

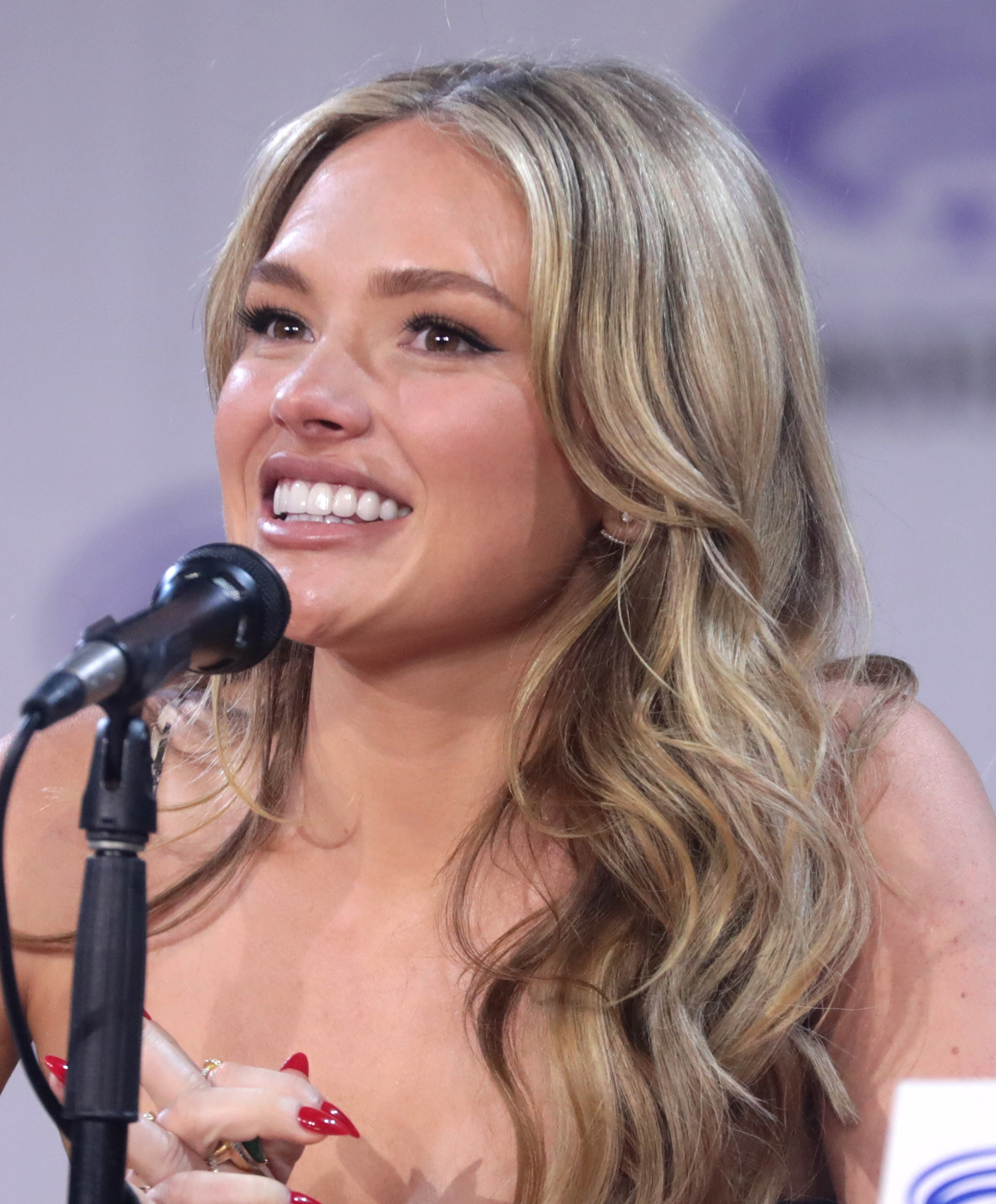
林德在2023年的美妙漫展

林德在电视剧《籃球兄弟》中首次亮相。她在ABC系列剧《戈德堡一家》中饰演达娜·考德威尔，并在《犯罪心理》、《爱卡莉》、《少年魔法師》和《闪点行动》等剧集中客串演出。在2015年9月21日首播的《哥谭镇》第二季中饰演茜爾薇·聖克勞德。2017年3月，林德出演福克斯的电视剧《變種天賦》中的萝伦·史特拉克（X战警的变种人），该剧于2017年5月确定为系列剧。2019年6月，她在CBS All Access的连续剧《黑色童話》第二季中饰演阿什莉。
2020年3月，林德在ABC的《天空市兇案》中饰演绑架受害者丹妮尔·沙利文。2023年，宣布她将出演由尼克·凱薩維茲执导的年轻成人爱情片《马克男人》。

## 影视作品

### 电视剧与電影
| 年份                  | 名称                               | 角色                   | 备注                                          |
| --------------------- | ---------------------------------- | ---------------------- | --------------------------------------------- |
| 2006年                | 籃球兄弟                           | 艾丽西亚               | 剧集：“我所做的所有这些事情”                  |
| 2008年                | 軍妻                               | 小罗克西·勒布朗        | 剧集：“远大前程”                              |
| 2010年                | 闪点行动                           | 亚历克西斯·索博尔      | 剧集：“跳跃在阴影中”                          |
| 2010年                | 爱卡莉                             | 布雷                   | 剧集：“iSell Penny Tees”                      |
| 2010年                | 犯罪心理                           | 凯拉·贝内特            | 剧集：“避风港”                                |
| 2010年                | 十一月圣诞节                       | 侄孙女/海盗            | 电视电影                                      |
| 2010年                | 血簽名                             | 布·泰森                | 电影                                          |
| 2010年                | 入侵潛意識：迷幻異域               | 邪教受害者             | 电影                                          |
| 2011年                | 少年魔法師                         | 玛丽莎                 | 剧集：“巫师对战天使”                          |
| 2012年                | 玩伴                               | 奥利维·瓦伦丁          | 电视电影；署名为娜塔莉·林德                   |
| 2013年                | 傻丫頭日記                         | 克莱尔·范德海德        | 电视电影；未经授权                            |
| 2013年–2020年, 2023年 | 戈德堡一家                         | 达娜·考德威尔          | 常设角色（第1–3、7季）；客串角色（第4、10季） |
| 2014年                | 嘲笑鸟                             | 雅各布的朋友 #4        | 电影                                          |
| 2015年                | 谜案追凶                           | 黛西                   | 剧集：“国情咨文”                              |
| 2015年                | 哥谭镇                             | 茜爾薇·聖克勞德        | 常设角色（第2季），7 集                       |
| 2016年                | 芝加哥烈焰                         | 罗拉                   | 剧集：“今天没有其他人会死”                    |
| 2017年                | 我是殭屍                           | 温斯洛·萨克利夫        | 剧集：“僵尸最了解”                            |
| 2017年–2019年         | 變種天賦                           | 萝伦·史特拉克          | 主要角色                                      |
| 2019年                | 末日屍心瘋                         | 梅维斯                 | 常设角色                                      |
| 2019年–2020年         | 黑色童話                           | 阿什莉·罗斯·普鲁伊特   | 主要角色（第二季）                            |
| 2020年–2021年         | 天空市兇案                         | 丹妮尔·沙利文          | 主要角色（第1季）                             |
| 2023年                | 正义联盟与红白黑黄：超级英雄和猎人 | 神奇女侠/戴安娜·普林斯 | 配音角色；直接发行的电影                      |